# 15e régiment de dragons (France)
Pour les articles homonymes, voir 15e régiment.
Le 15e régiment de dragons (15e RD), est une unité de cavalerie de l'Armée française.
Il est créé sous la Révolution à partir du régiment de Noailles dragons, un régiment de cavalerie français d'Ancien Régime. Licencié à la fin des guerres napoléoniennes, il est recréé en 1871 et combat pendant la Première Guerre mondiale. Il est brièvement remis sur pied au début de la Seconde Guerre mondiale.

## Création et différentes dénominations
- 20 décembre 1688 : création du régiment de Noailles cavalerie
- 25 mars 1776 : transformé en dragons, le régiment de Noailles dragons
- 1er janvier 1791 : renommé 15e régiment de dragons
- 1814 : prend le numéro 10
- 1815 : reprend le numéro 15
- 1871 : nouvelle création du 15e régiment de dragons
- 1er août 1921 : dissous
- 2 septembre 1939 : création du 15e régiment de dragons portés
- juillet 1940 : dissous

## Historique des garnisons, campagne et batailles du15eRD

### Guerres de la Révolution et de l'Empire
Le régiment est employé par Napoléon pour diverses batailles :
- en 1792, il fait partie de l'Armée du Midi
- en 1793, il fait partie de l'Armée d'Italie, et assiège Toulon.
- en 1796, il participe à la bataille d'Arcole
- en 1798, il fait partie de l'Armée d'Orient (campagne d'Égypte), et participe à la Bataille des Pyramides et au Combat de Syène
- en 1805, lors de la Campagne d'Autriche, il participe aux batailles de Haslach-Jungingen et d'Austerlitz[1].
- en 1806, lors de la Campagne de Prusse et de Pologne, il est utilisé lors de la bataille d'Iéna
- en 1807, il fait partie du Corps d'observation de la Gironde
- en 1808, il intègre l'Armée de Portugal - Guerre d'indépendance espagnole

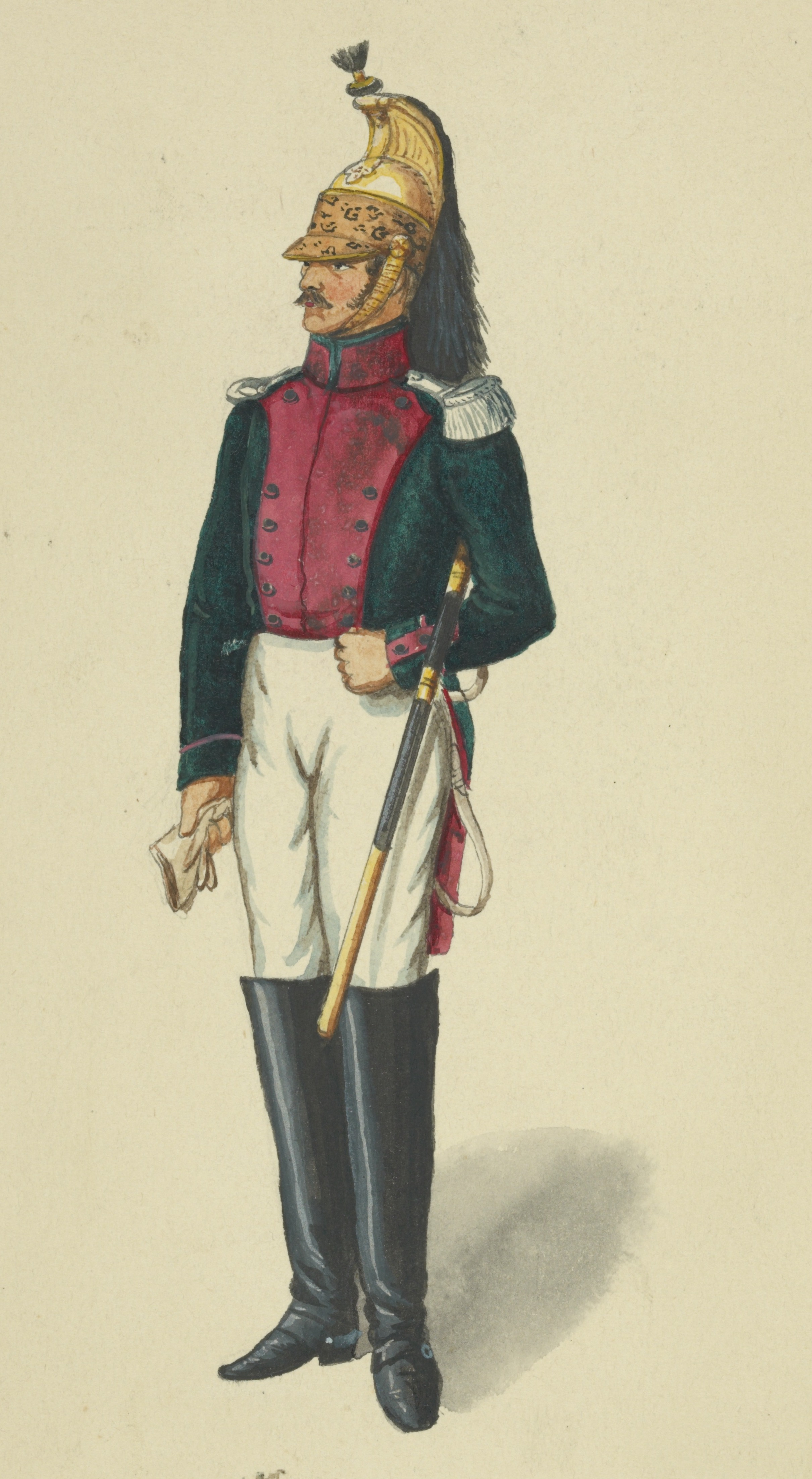
Officier du, 1812.

- en 1811, il participe à la bataille de Fuentes de Onoros
- en 1813, il participe à la bataille de Vitoria,
- en 1813, lors de la Campagne d'Allemagne, il participe aux batailles de Leipzig et de Hanau
- en 1814, lors de la Campagne de France (1814), il participe aux batailles de Brienne, de La Rothière, au Combat de Nogent-sur-Seine[2] et à la bataille de Mormant
- en 1815, lors de la Campagne de Belgique (1815), il participe aux batailles de Ligny et de Rocquencourt.

### De 1871 à 1914
Le régiment est reconstitué en 1871 à partir du 3e régiment de lanciers. En 1875 en garnison à Libourne[réf. souhaitée].

### Première Guerre mondiale
- Certaines informations devraient être mieux reliées aux sources mentionnées dans la bibliographie ou les liens externes. Améliorez sa vérifiabilité en les associant par des références. (Marqué depuis mai 2023)
- Elle contient une ou plusieurs listes. Le texte gagnerait à être rédigé sous la forme d’un ou plusieurs paragraphes synthétiques, afin d’être plus agréable à lire. (Marqué depuis mai 2023)
- Son texte doit être wikifié : il ne correspond pas à la mise en forme Wikipédia (style, typographie, liens internes, liens entre les wikis, etc.). (Marqué depuis mai 2023)

À la mobilisation, le régiment est cantonné à Libourne. Il fait partie de la 10e brigade de dragons au sein de la 10e division de cavalerie.
La 10e brigade de dragons appartient à la 10e division de cavalerie d'août 1914 à juin 1916 puis à la 3e division de cavalerie de juin 1916 à novembre 1918.

#### 1914
- Secteur de Chazelles le 13 août on enregistre des pertes au nombre de 1 officier, 1 sous-officier et 9 cavaliers
- Secteur de Franconville le 24 août le régiment compte 1 officier et 4 cavaliers tués
- Bataille de Rozelière
- Bataille de la Marne
- Bataille des Flandres

#### 1915
- Secteur de l'Artois tout au long de l'année. Le régiment doit être employé en cas de percée des lignes allemandes. Durant l'année 1915, le régiment subit la perte de 4 cavaliers

#### 1916
- Secteur de la Somme, 1 cavalier tué

#### 1917
- Secteur du Chemin des Dames
- Secteur Rosières-en-Santerre le 22 novembre 1917 durant la bataille de Cambrai, 1 officier (Lieutenant Pierre-Marie, Bernard de Lestang. Celui-ci reçu une citation : avait maintes fois déjà fait preuve de courage et de sang-froid au cours de la.campagne. Le 22 novembre 1917, pendant que l'ennemi tentait un coup de main, a été tué glorieusement au moment de conduire sa section à son emplacement de combat). Il fut tué avec compagnons. (Les cavaliers Brune, Douce, Gouineau). source : GALLICA P.31 de l'historique du 15e régiment de Dragons

#### 1918
- Secteur de Locre (Belgique) du 22 avril 1918 jusqu'au 29 avril. Le régiment subit beaucoup de pertes surtout dans les journées et les nuits du 25 et 26 avril. 4 Officiers, 5 sous-officiers et 30 cavaliers seront tués durant les offensives de ces 2 jours.
- Secteur de Chêne-La-Reine le 17 juillet 1918, 1 sous-officiers et 14 cavaliers tués

### Entre-deux-guerres

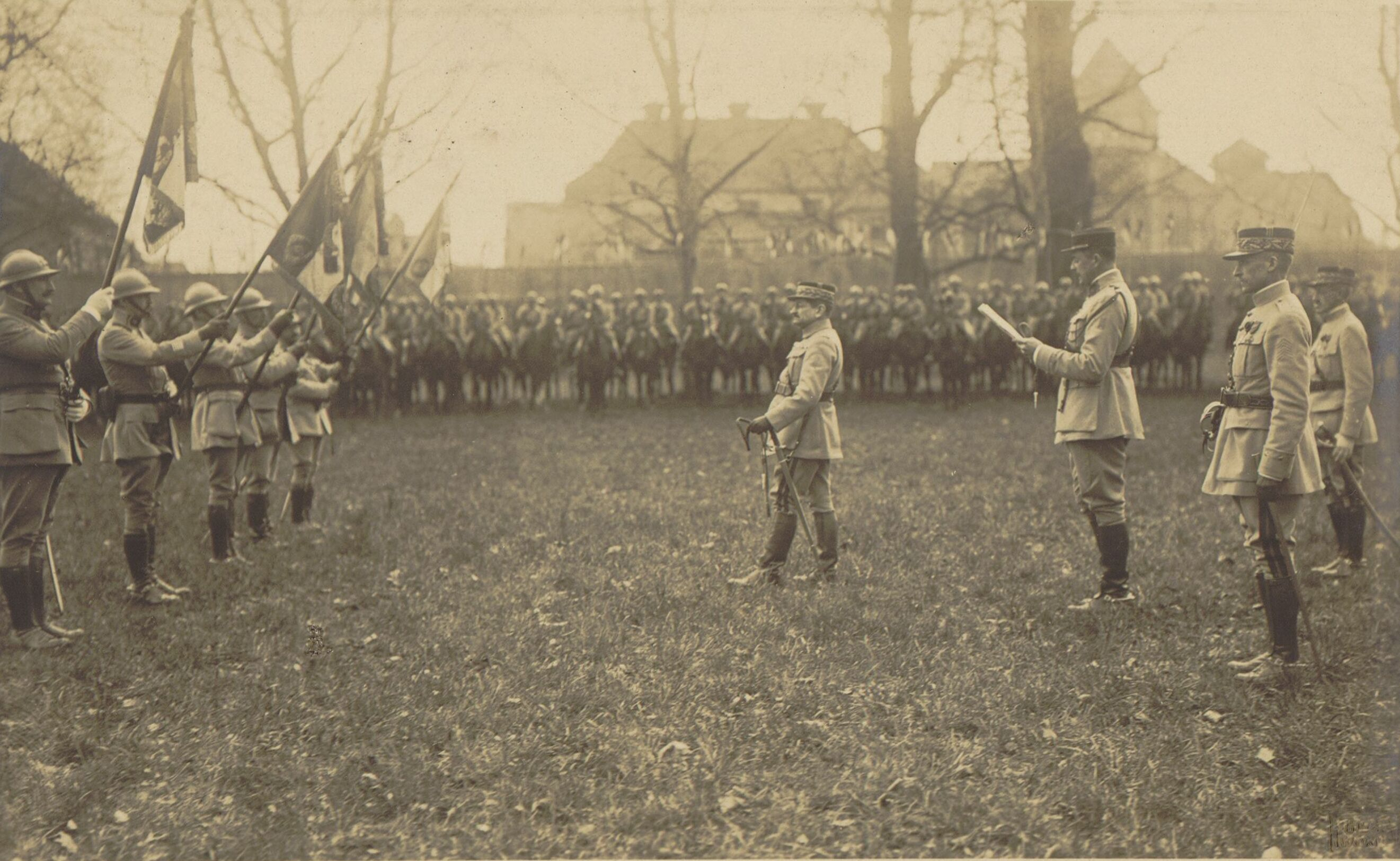
Worms, 24/4/1919, le général Mangin remet la fourragère aux 15e et 20e dragons.

Le 14e régiment de dragons est dissous le 1er août 1921.

### Seconde Guerre mondiale

#### Drôle de guerre
Le 15e régiment de dragons portés (15e RDP) est recréé à Lyon dès le 2 septembre 1939, avec deux bataillons à quatre escadrons (un escadron motocycliste, deux de fusiliers-voltigeurs et un de mitrailleuses et d'engins). Il est alors rattaché à la 1re brigade de dragons portés, avec le 14e régiment de dragons portés. Pendant la première partie de la drôle de guerre, cette brigade est rattachée à la 1re division légère mécanique puis au corps de cavalerie et enfin la 15e brigade légère mécanique (15e BLM) qu'il constitue avec le 5e régiment d'automitrailleuses. En février 1940 la 15e BLM fait partie de la nouvelle 5e division légère de cavalerie (5e DLC). Dans le plan Dyle, cette division doit participer à la manœuvre retardatrice en Ardenne en avant de la 2e armée. Pour cette mission la division constitue deux groupements est et ouest, le 15e RDP est répartie dans ces groupements pour former les détachements de découverte et de sûreté éloignée, les gros et deuxièmes échelons sur les différents itinéraires de progression prévue en Ardenne.

#### Bataille de France
Le régiment combat le 12 mai 1940 sur la Semois et le 14 mai sur le canal des Ardennes. Il est ensuite engagé devant Abbeville.

## Chefs de corps
- 1791 : colonel comte de Chapt de Rastignac, maréchal de camp
- 1791 : colonel Romanet
- 1792 : colonel de La Barre, futur général
- 1793 : chef de brigade de Montarnail
- 1794 : chef de brigade de Clauzelles
- 1794 : chef de brigade Boulland
- 1797 : chef de brigade Pinon
- 1799 : chef de brigade Barthélemy
- 1807 : colonel Treuille de Beaulieu
- 1809 : colonel Boudinhon-Valdeck
- 1814 : colonel Adam
- 1814 : colonel Chaillot, futur général
- 1871 : colonel Torel
- 1873 : colonel Buisset
- 1880 : colonel Olivier
- 1886 : colonel de Lavigne
- 1889 : colonel de Vittré
- 1896 : colonel Allotte de La Fuÿe
- 1897 : colonel des Isnards
- février 1915 : colonel Eon Charles Aimée Le Gouvello

## Traditions

### Insigne
L'insigne est fabriqué en 1940. Sur un rectangle bleu foncé, trois lances de cavalerie verticales et un écu aux armes de la maison de Noailles. Sont inscrits à gauche « Noailles » et à droite « Cavalerie ».

### Étendard
Il porte, cousues en lettres d'or dans ses plis, les inscriptions suivantes :
- Polotsk 1812
- Bautzen 1813
- Dresde 1813
- Champaubert 1814
- Flandres 1918
- Reims 1918

### Décorations
Le régiment est titulaire de la fourragère aux couleurs de la croix de guerre 1914-1918.

## Personnalités ayant servi au15edragons
- Jean-Baptiste Salme, futur général, en 1791
- Marie-Thérèse Figueur, femme soldat, de 1794 à 1798

Hubert Rochereau, sous-lieutenant mort sur le front des Flandres le 26 avril 1918. Connu par la conservation à l'identique de sa chambre, par ses parents, dans leur propriété de l'Indre. Le temps étant figé dans cette pièce depuis plus de cent années  .

## Sources et bibliographie
- Historique du 15e régiment de dragons : campagne 1914-1918, Paris, Chapelot, 70 p., lire en ligne sur Gallica.